# سيمون هاريس
سيمون هاريس (بالإنجليزية: Simon Harris)‏ هو سياسي أيرلندي، ولد في 17 ديسمبر 1986 في دبلن في جمهورية أيرلندا. حزبياً، نشط في فاين جايل. في 2016 Irish general election ‏، انتخب نائب دييل عن دائرة Wicklow (Dáil constituency) ‏ وقد انضم خلال فترته النيابية ‏ (10 مارس 2016 – )  للكتلة البرلمانية فاين جايل وانتخب وزير الصحة ‏ (6 مايو 2016 – ) وفي الانتخابات العمومية الأيرلندية 2011 ‏، انتخب نائب دييل عن دائرة Wicklow (Dáil constituency) ‏ وقد انضم خلال فترته النيابية ‏ (9 مارس 2011 – 3 فبراير 2016)  للكتلة البرلمانية فاين جايل.

## وصلات خارجية
- الموقع الرسمي